# Lymanopoda venosa
Lymanopoda venosa är en fjärilsart som beskrevs av Butler 1868. Lymanopoda venosa ingår i släktet Lymanopoda och familjen praktfjärilar. Inga underarter finns listade i Catalogue of Life.